# Arondismentul Jonzac
Arondismentul Jonzac (în franceză Arrondissement de Jonzac) este un arondisment din departamentul Charente-Maritime, regiunea Poitou-Charentes, Franța.

## Subdiviziuni

### Cantoane
- Cantonul Archiac
- Cantonul Jonzac
- Cantonul Mirambeau
- Cantonul Montendre
- Cantonul Montguyon
- Cantonul Montlieu-la-Garde
- Cantonul Saint-Genis-de-Saintonge

### Comune
| 1. Agudelle (17002)                    | 2. Allas-Bocage (17005)                 | 3. Allas-Champagne (17006)            | 4. Archiac (17016)                     |
| 5. Arthenac (17020)                    | 6. La Barde (17033)                     | 7. Bedenac (17038)                    | 8. Bois (17050)                        |
| 9. Boisredon (17052)                   | 10. Boresse-et-Martron (17054)          | 11. Boscamnant (17055)                | 12. Bran (17061)                       |
| 13. Brie-sous-Archiac (17066)          | 14. Bussac-Forêt (17074)                | 15. Celles (17076)                    | 16. Cercoux (17077)                    |
| 17. Chamouillac (17081)                | 18. Champagnac (17082)                  | 19. Champagnolles (17084)             | 20. Chartuzac (17092)                  |
| 21. Chatenet (17095)                   | 22. Chaunac (17096)                     | 23. Chepniers (17099)                 | 24. Chevanceaux (17104)                |
| 25. Cierzac (17106)                    | 26. Clam (17108)                        | 27. Clion (17111)                     | 28. La Clotte (17113)                  |
| 29. Clérac (17110)                     | 30. Consac (17116)                      | 31. Corignac (17118)                  | 32. Courpignac (17129)                 |
| 33. Coux (17130)                       | 34. Expiremont (17156)                  | 35. Fontaines-d'Ozillac (17163)       | 36. Le Fouilloux (17167)               |
| 37. La Genétouze (17173)               | 38. Germignac (17175)                   | 39. Givrezac (17178)                  | 40. Guitinières (17187)                |
| 41. Jarnac-Champagne (17192)           | 42. Jonzac (17197)                      | 43. Jussas (17199)                    | 44. Lonzac (17209)                     |
| 45. Lorignac (17210)                   | 46. Lussac (17215)                      | 47. Léoville (17204)                  | 48. Messac (17231)                     |
| 49. Meux (17233)                       | 50. Mirambeau (17236)                   | 51. Moings (17238)                    | 52. Montendre (17240)                  |
| 53. Montguyon (17241)                  | 54. Montlieu-la-Garde (17243)           | 55. Mortiers (17249)                  | 56. Mosnac (17250)                     |
| 57. Mérignac (17229)                   | 58. Neuillac (17258)                    | 59. Neulles (17259)                   | 60. Neuvicq (17260)                    |
| 61. Nieul-le-Virouil (17263)           | 62. Orignolles (17269)                  | 63. Ozillac (17270)                   | 64. Le Pin (17276)                     |
| 65. Plassac (17279)                    | 66. Polignac (17281)                    | 67. Pommiers-Moulons (17282)          | 68. Pouillac (17287)                   |
| 69. Rouffignac (17305)                 | 70. Réaux (17295)                       | 71. Saint-Aigulin (17309)             | 72. Saint-Bonnet-sur-Gironde (17312)   |
| 73. Saint-Ciers-Champagne (17316)      | 74. Saint-Ciers-du-Taillon (17317)      | 75. Saint-Dizant-du-Bois (17324)      | 76. Saint-Dizant-du-Gua (17325)        |
| 77. Saint-Eugène (17326)               | 78. Saint-Fort-sur-Gironde (17328)      | 79. Saint-Genis-de-Saintonge (17331)  | 80. Saint-Georges-Antignac (17332)     |
| 81. Saint-Georges-des-Agoûts (17335)   | 82. Saint-Germain-de-Lusignan (17339)   | 83. Saint-Germain-de-Vibrac (17341)   | 84. Saint-Germain-du-Seudre (17342)    |
| 85. Saint-Grégoire-d'Ardennes (17343)  | 86. Saint-Hilaire-du-Bois (17345)       | 87. Saint-Maigrin (17357)             | 88. Saint-Martial-de-Mirambeau (17362) |
| 89. Saint-Martial-de-Vitaterne (17363) | 90. Saint-Martial-sur-Né (17364)        | 91. Saint-Martin-d'Ary (17365)        | 92. Saint-Martin-de-Coux (17366)       |
| 93. Saint-Maurice-de-Tavernole (17371) | 94. Saint-Médard (17372)                | 95. Saint-Palais-de-Négrignac (17378) | 96. Saint-Palais-de-Phiolin (17379)    |
| 97. Saint-Pierre-du-Palais (17386)     | 98. Saint-Sigismond-de-Clermont (17402) | 99. Saint-Simon-de-Bordes (17403)     | 100. Saint-Sorlin-de-Conac (17405)     |
| 101. Saint-Thomas-de-Conac (17410)     | 102. Sainte-Colombe (17319)             | 103. Sainte-Lheurine (17355)          | 104. Sainte-Ramée (17390)              |
| 105. Salignac-de-Mirambeau (17417)     | 106. Semillac (17423)                   | 107. Semoussac (17424)                | 108. Soubran (17430)                   |
| 109. Souméras (17432)                  | 110. Sousmoulins (17433)                | 111. Tugéras-Saint-Maurice (17454)    | 112. Vanzac (17458)                    |
| 113. Vibrac (17468)                    | 114. Villexavier (17476)                |                                       |                                        |